# (33105) 1997 YB14
1997 YB14 (asteroide 33105) é um asteroide da cintura principal. Possui uma excentricidade de 0.21024110 e uma inclinação de 14.39261º.
Este asteroide foi descoberto no dia 31 de dezembro de 1997 por Takao Kobayashi em Oizumi.